# أولاد سعيد (الحجامة)
أولاد سعيد هو دُوَّار يقع بجماعة آيت بويحيى الحجامة، إقليم الخميسات، جهة الرباط سلا القنيطرة في المملكة المغربية. ينتمي الدوّار لمشيخة الحجامة التي تضم 3 دواوير. يقدر عدد سكانه بـ 1443 نسمة حسب الإحصاء الرسمي للسكان والسكنى لسنة 2004.

## روابط خارجية
- البوابة الوطنية للجماعات الترابية
- المندوبية السامية للتخطيط